# Bitlis (district)
Bitlis (Koerdisch: Bedlîs) is een Turks district in de provincie Bitlis en telt 61.767 inwoners (2007). Het district heeft een oppervlakte van 1128,1 km². Hoofdplaats is Bitlis.
De bevolkingsontwikkeling van het district is weergegeven in onderstaande tabel.
| 1997   | 2000   | 2007   |
| ------ | ------ | ------ |
| 67.511 | 65.169 | 61.767 |